# 泉ヶ丘プール

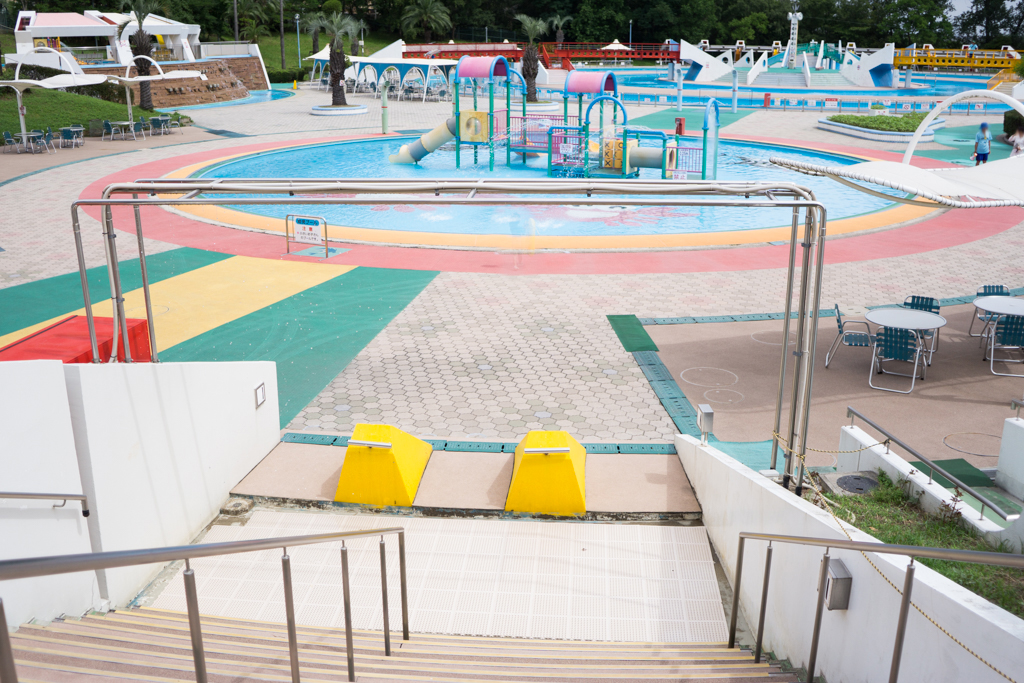
泉ヶ丘プール

泉ヶ丘プール（いずみがおかプール）は、かつて大阪府堺市南区にあった、堺市営の屋外型プール。1972年開業。堺市が公募、選定した民間業者により運営されていた。毎シーズン12万人を超える来場者がある人気施設であったが、開業より40年以上が経過し、施設の老朽化及び管理棟の耐震性が問題となり、2019年8月31日で48年間の営業を終了し、翌9月1日のさよならイベント、9月22日の「落書きイベント」をもって閉鎖となった。
なお、さよならイベントでは通常の営業は行われず（入場無料）、50mプールでビッグローラー、流水プールで手漕ぎボートが用意されて入場者が自由に楽しむことができた。夜にはChor.Draftによる生演奏と、「キャンドルナイト」が行われ、ろうそくを入れたびんがプールサイドや流水プールで流され、多くの市民が訪れて別れを惜しんだ。
当プールの敷地に2023年に近畿大学医学部および付属病院が開院予定であり、それに伴って泉北高速鉄道栂・美木多駅に隣接する原山公園内へ「原山公園プール」が2020年9月1日に開業された。

## プール数
- 50メートルプール(1-1.2m)
- 流水プール(1-1.2m)
- ドーナツプール(0.7-0.9m)
- 幼児用プール（0.3m)
- スライダープール（0.3m)
- 滝プール(0.3m)

以上屋外プール6面

## 施設情報
- 開設期間：7月1日～9月第1日曜日（民間委託前は8月31日であった）（期間中は無休）。
- 所在地：〒590-0111　大阪府堺市南区三原台2丁9番
- 入場料
  - 大人…510円（65歳以上は250円）
  - 中学生…410円
  - 小学生…200円
  - 幼児...無料

## 営業詳細
- プール内入場開始が9:30より行われる。
- 毎時間の50分になると、ラジオ体操を兼ねた休憩がある。
- 入場は17:00まで。
- 遊泳終了が17:45で、18:00までに退場。

## 場内禁止事項
- 場内での土足
- 日傘、パラソル使用
- 120cmを超える大型遊泳具の使用
- 水鉄砲、ゴム製ボールの使用
- 50mプールでの浮き輪、ビーチボールの使用（ビート板、ヘルパーは除く）
- シュノーケル、大型ゴーグルの使用
- 飛び込みなどの他利用者の迷惑になる危険行為
- 刺青・タトゥー等が見える状態で入場、遊泳すること
- 場内の走行
- 場内での喫煙
- ビン、カン、アルコール類の持ち込み
- 場内でのアルコール飲料の飲酒
- スタッフの言うことを聞かないと退場

## 注意事項
- 場内で係員の指示に従わない場合、退場になる
- テントの設置場所が決められている

## アトラクション
有料、一回500円で利用することができる、ビッグローラー（4人まで使用可能、5分間）が50mプール売店側にて行われている。

## 交通アクセス
泉北高速鉄道 泉ケ丘駅から徒歩10分。